# 維思馬力啤酒
維思馬力啤酒（Westmalle Brewery） （荷蘭語： Brouwerij der Trappisten van Westmalle） 為位於比利時的維思馬力（Westmalle Abbey）的修道院啤酒廠廠牌。維思馬力啤酒製作三種啤酒，主要風格為修道院啤酒，並受到國際特拉普會聯盟（International Trappist Association）認證

## 歷史
這間位於維思馬力的修道院（官方名稱為 Abdij Onze-Lieve-Vrouw van het Heilig Hart van Jezus） 於1794年6月6日創立。1836年4月22日升格為特拉普修道院。前修道院長Martinus Dom，決定該修道院開始釀造自己的啤酒，1836年8月1日，開始釀製第一批維思馬力修道院啤酒，並於1836年12月10日出產。由神父 Bonaventura Hermans 以及 Albericus Kemps 率先釀製第一批。根據描述，第一批釀製出的啤酒過淡並且甜味較重。到 1856 年，修道士們開始生產第二款啤酒：深棕色啤酒（strong brown beer）。這種棕色啤酒在當代被視為歷史上第一個「雙倍啤酒」（Double） （荷蘭語為 Dubbel）。目前的雙倍啤酒配方為1926年開始釀製。1856年開始於地方販售，1861年1月1日正式註冊銷售。1865年，維思馬力擴大酒廠，並在 Trappists of Forges （希邁附近）按照原有的規模建立更大的酒廠。Ignatius van Ham 神父也加入釀酒小組。1921年開始，啤酒事業進入商業化的經銷方式。1933年開始建設新的酒廠，1934年完成。維思馬力修道院開始釀製 9.5%酒精濃度的深愛爾淡啤酒並且取名為 Tripel（三倍啤酒） - 20世紀後第一個使用三倍啤酒的名稱。維思馬力修道院於1991年再度更新。目前可以每小時灌製 45000瓶以及年產量達到 120,000 百公升（2004年）。
目前大部分在釀酒廠工作的都不是修道士，有22位修道士以及40位民間工人在釀酒廠工作。

## 產品

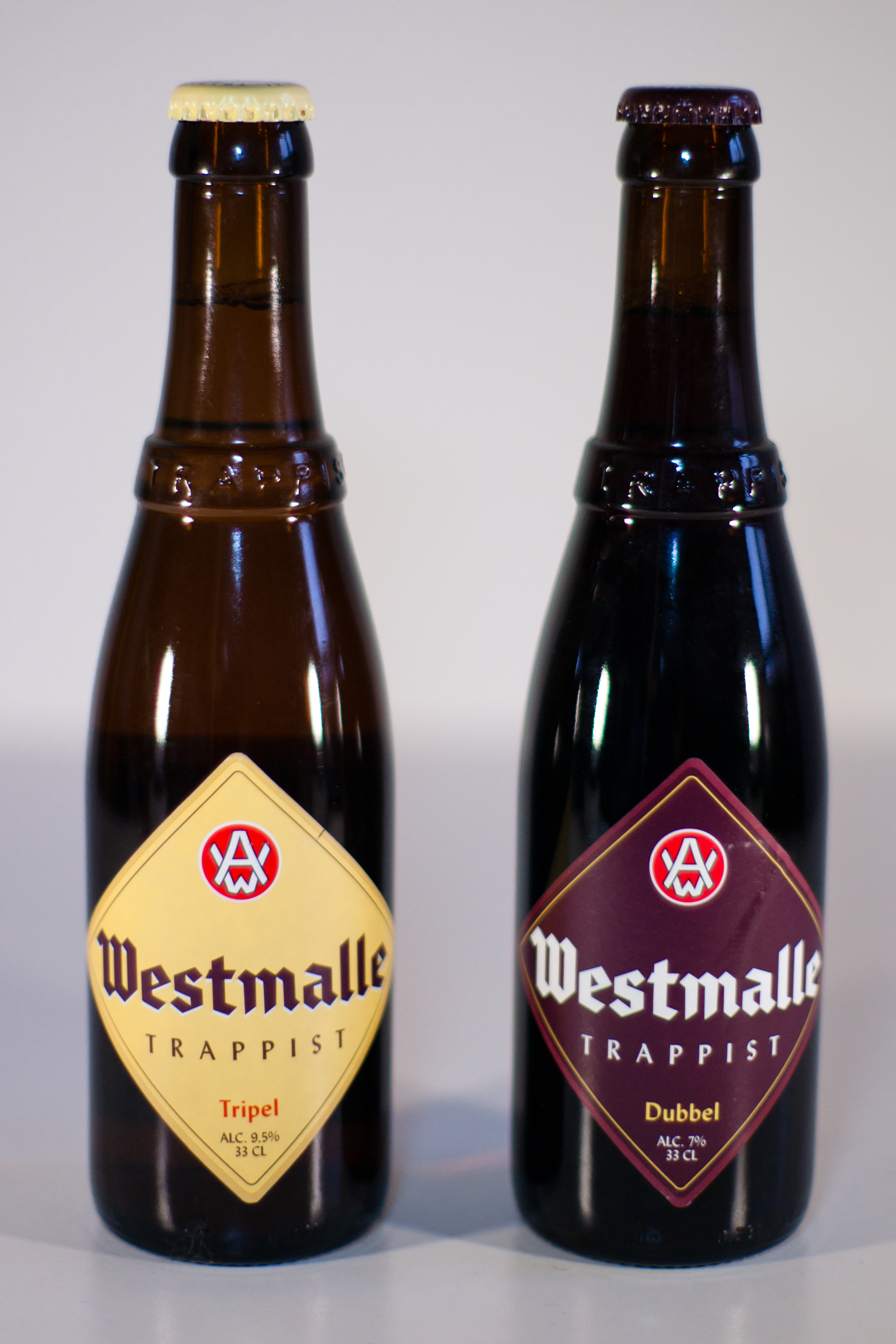
Westmalle - The 2 beers: Dubbel and Tripel

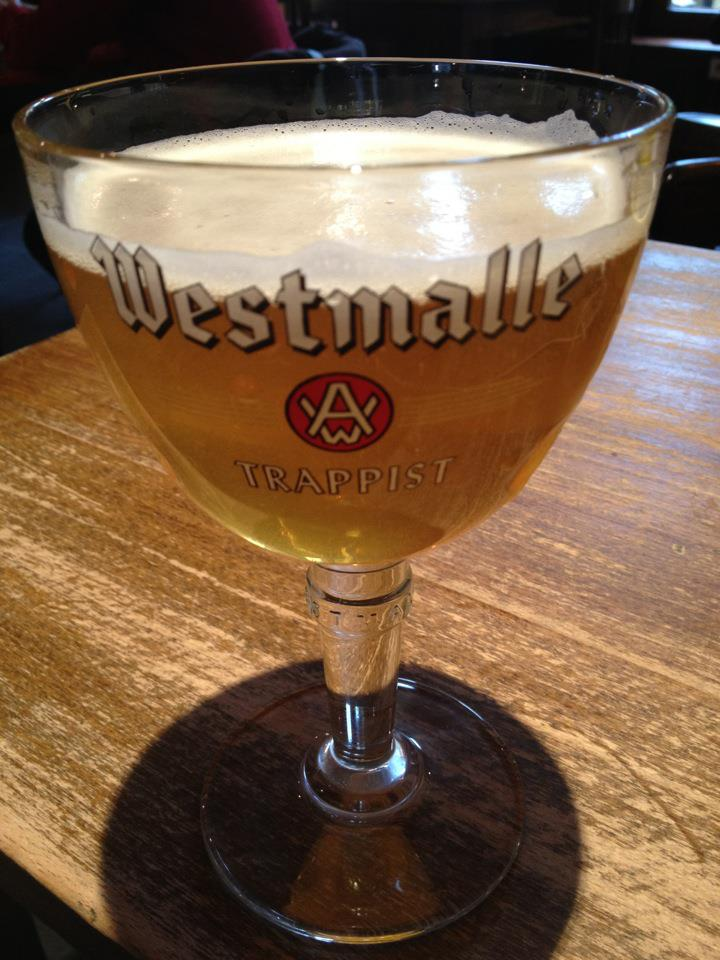
Westmalle Trappist Beer glass

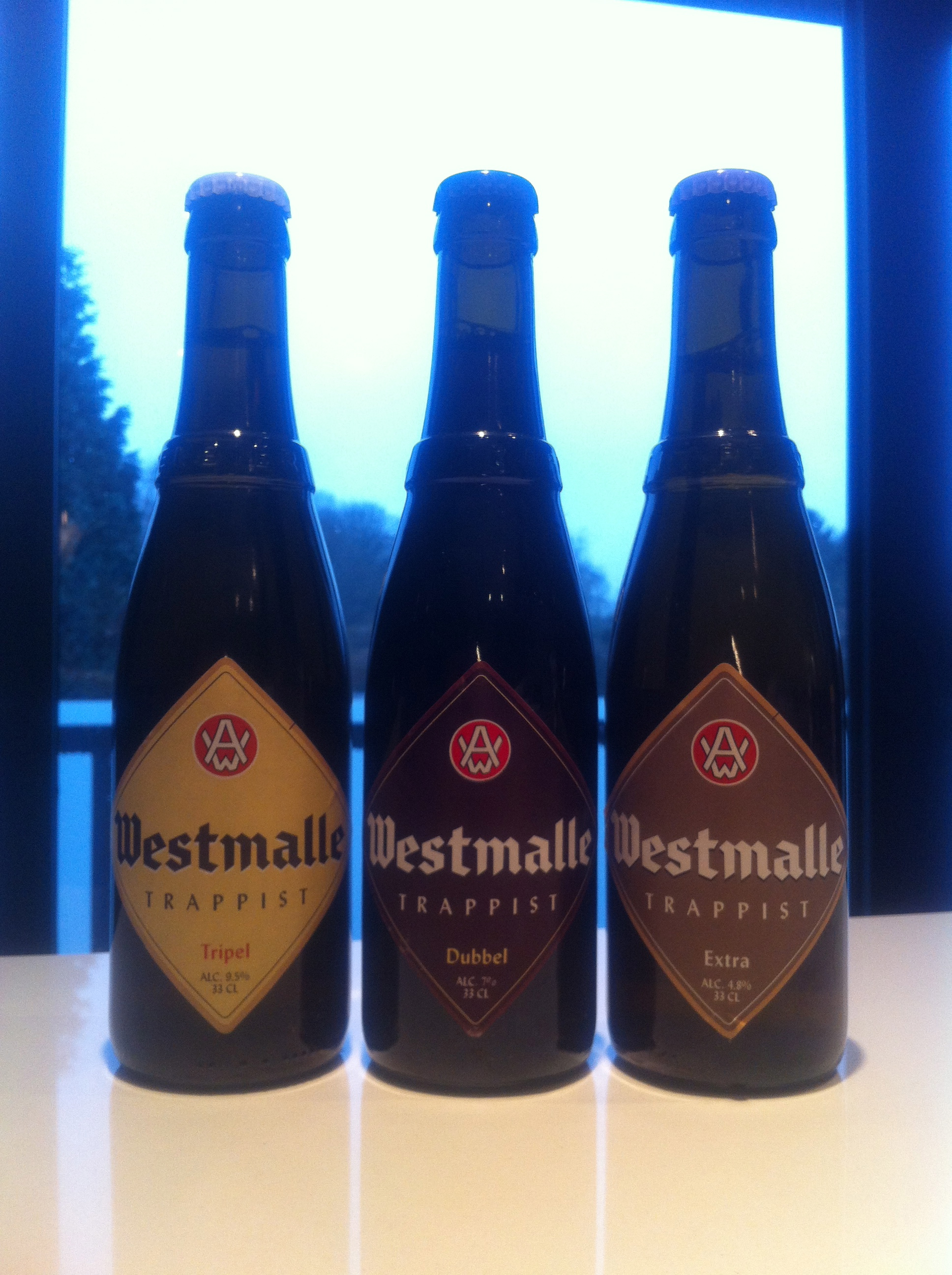
Westmalle Trappists

維思馬力修道院製作三種產品。第一款「Westmalle Dubbel」為 7% 酒精濃度，為雙倍啤酒（Dubbel）。第二款「Westmalle Tripel」，則是 9.5% 酒精濃度的三倍啤酒（tripel）。此為1934年首度釀製，並於1956年後都沒改過配方。第三款「Westmalle Extra」，則是 5% 酒精濃度的限定院內使用的產品，也是所謂的patersbier。一般認為之所以維思馬力修道院生產三種啤酒是基於基督教的三位一體概念。
維思馬力修道院也生產牛奶以及起司。

## 外部連結
- Trappist Abbey of Westmalle （页面存档备份，存于）